# سیارک ۳۵۹۷
سیارک ۳۵۹۷ (به انگلیسی: 3597 Kakkuri، نامگذاری:1941UL) سه هزار و پانصد و نود و هفتمین سیارک کشف شده‌است که در ۱۵ اکتبر ۱۹۴۱ کشف شد.
قدر مطلق سیارک برابر ۱۱٫۶۰ است.